# Pavullo nel Frignano
Pavullo nel Frignano là một đô thị (comune) ở tỉnh Modena, vùng Emilia-Romagna của Ý. Thị trấn có lâu đài trung cổ Montecuccolo, nơi sinh của Raimondo Montecuccoli. Đô thị Pavullo nel Frignano có diện tích km2, dân số thời điểm 31 tháng 5 năm 2005 là 16.159 người.
Kinh tế chủ yếu là nông nghiệp. Luca Toni sinh ra ở Pavullo nel Frignano.